# Dagon adoxa
Dagon adoxa är en fjärilsart som beskrevs av Nicolas Grigorevich Erschoff 1874. Dagon adoxa ingår i släktet Dagon och familjen praktfjärilar. Inga underarter finns listade i Catalogue of Life.